# Volta a Bèlgica 2014
La Volta a Bèlgica 2014, 84a edició de la Volta a Bèlgica, es disputà entre el 28 de maig i l'1 de juny de 2014 sobre un recorregut de 719,2 km repartits entre cinc etapes. La cursa formava part del calendari de l'UCI Europa Tour 2014, amb una categoria 2.HC.
El vencedor final fou l'alemany Tony Martin (Omega Pharma-Quick Step), que s'imposà gràcies a la seva victòria en la contrarellotge individual disputada en la tercera etapa i que va definir la classificació final. Rere seu completaren el podi el neerlandès Tom Dumoulin (Giant-Shimano), que guanyà la classificació dels joves, i el francès Sylvain Chavanel (IAM Cycling). En les altres classificacions Philippe Gilbert (BMC Racing Team) guanyà la dels punts, Yves Lampaert (Topsport Vlaanderen-Baloise) la de la combativitat i l'Omega Pharma-Quick Step fou el millor equip.

## Equips
L'organització convidà a prendre part en la cursa a sis equips World Tour, set equips continentals professionals i set equips continentals:
equips World TourAstana Qazaqstan Team, Belkin Pro Cycling Team, BMC Racing Team, Giant-Shimano, Lotto-Belisol, Omega Pharma-Quick Step
equips continentals professionalsGW Erco Shimano, Cofidis, IAM Cycling, Neri Sottoli, RusVelo, Topsport Vlaanderen-Baloise, Wanty-Groupe Gobert
equips continentals3M, BKCP-Powerplus, Cibel, Kwadro-Stannah, Vastgoedservice-Golden Palace Continental, Veranclassic-Doltcini, Wallonie-Bruxelles

## Etapes

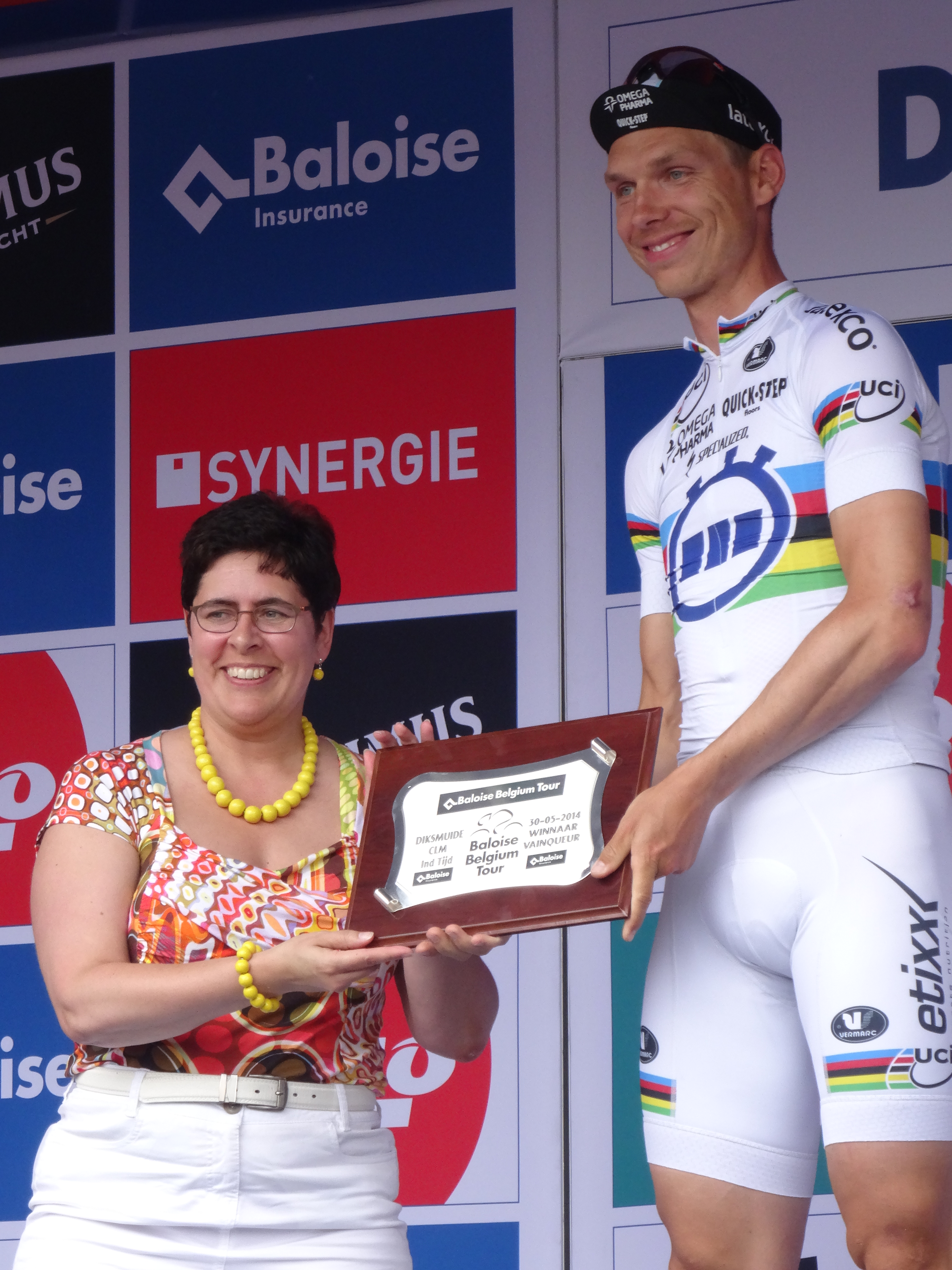
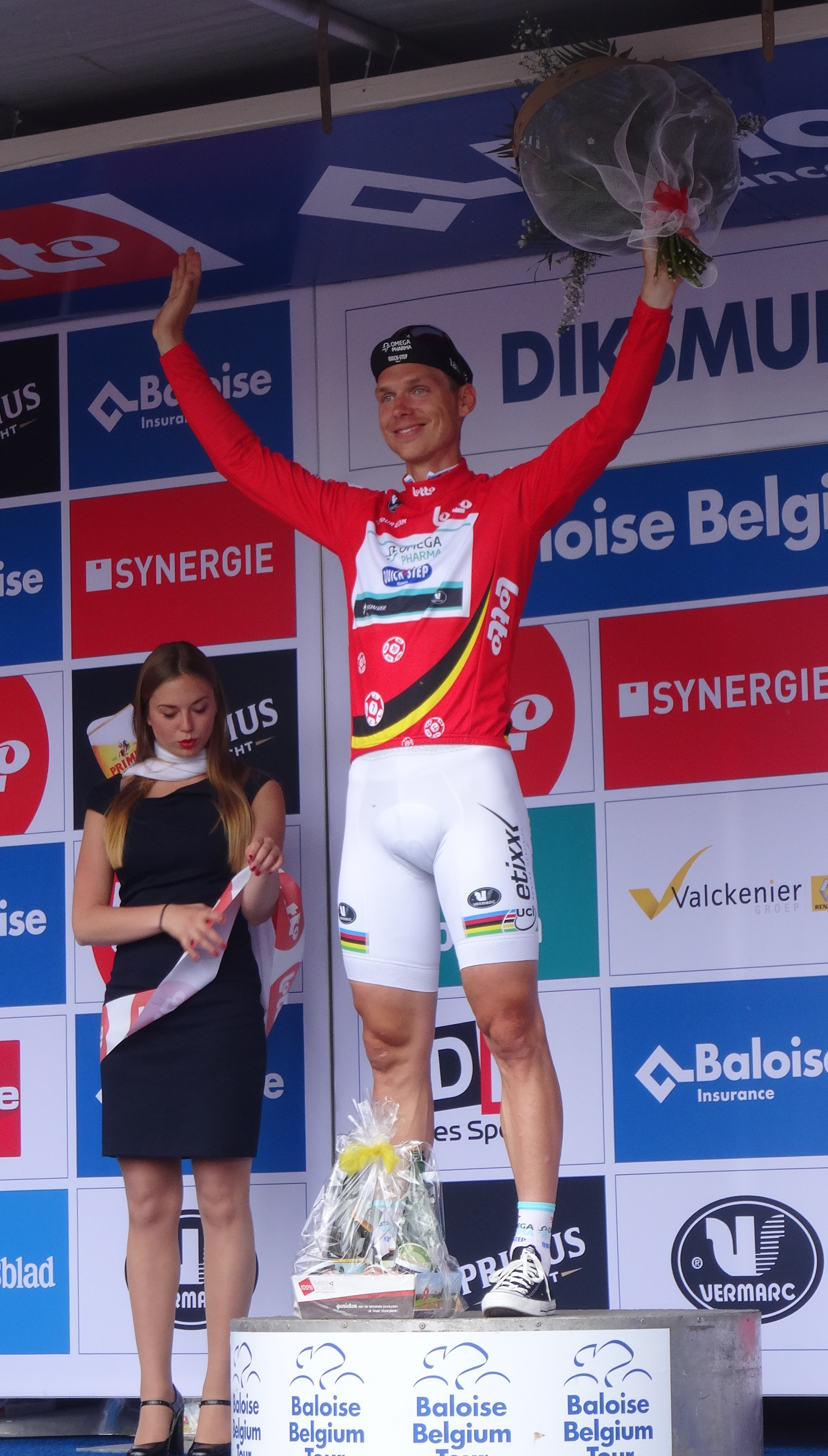
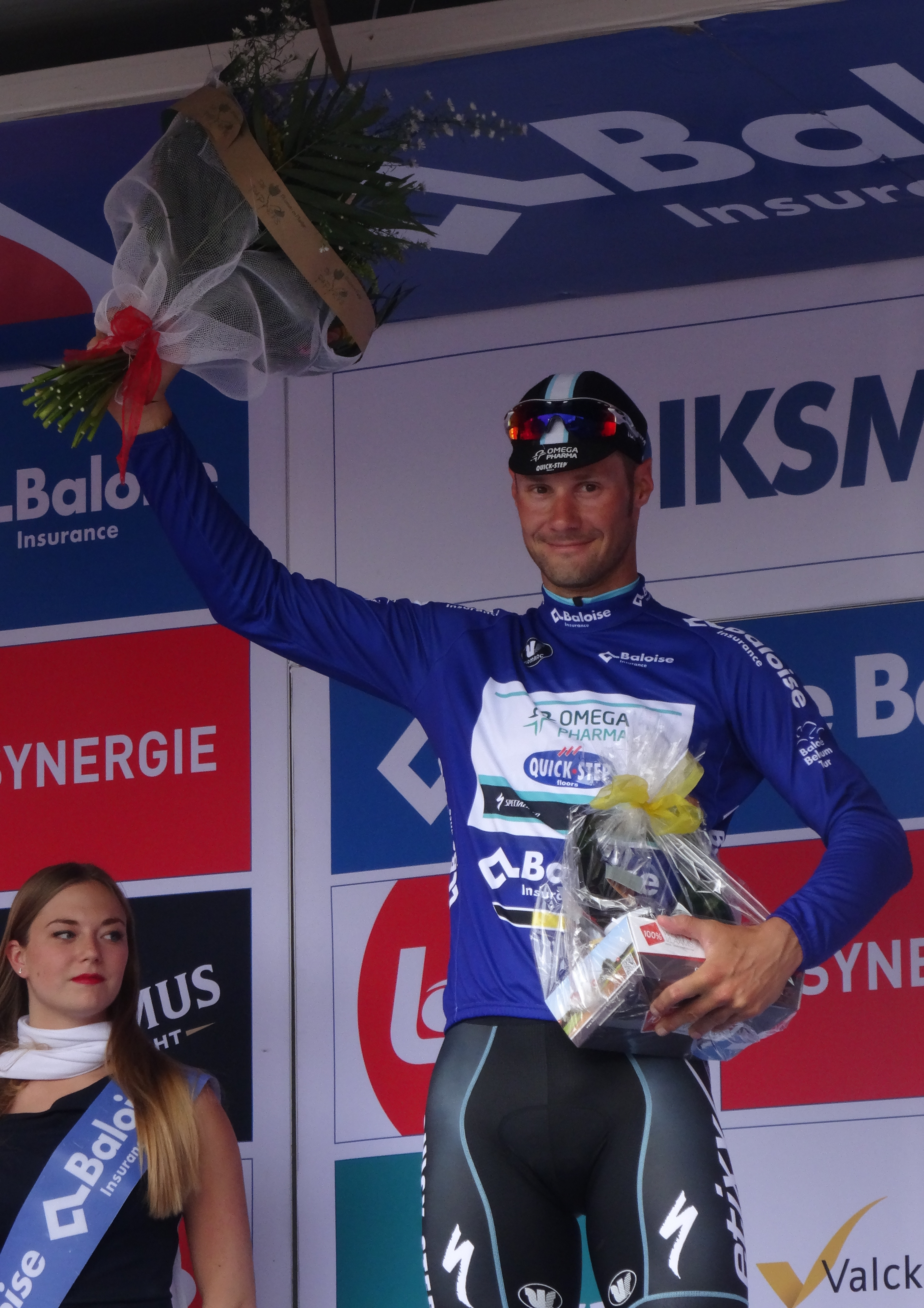
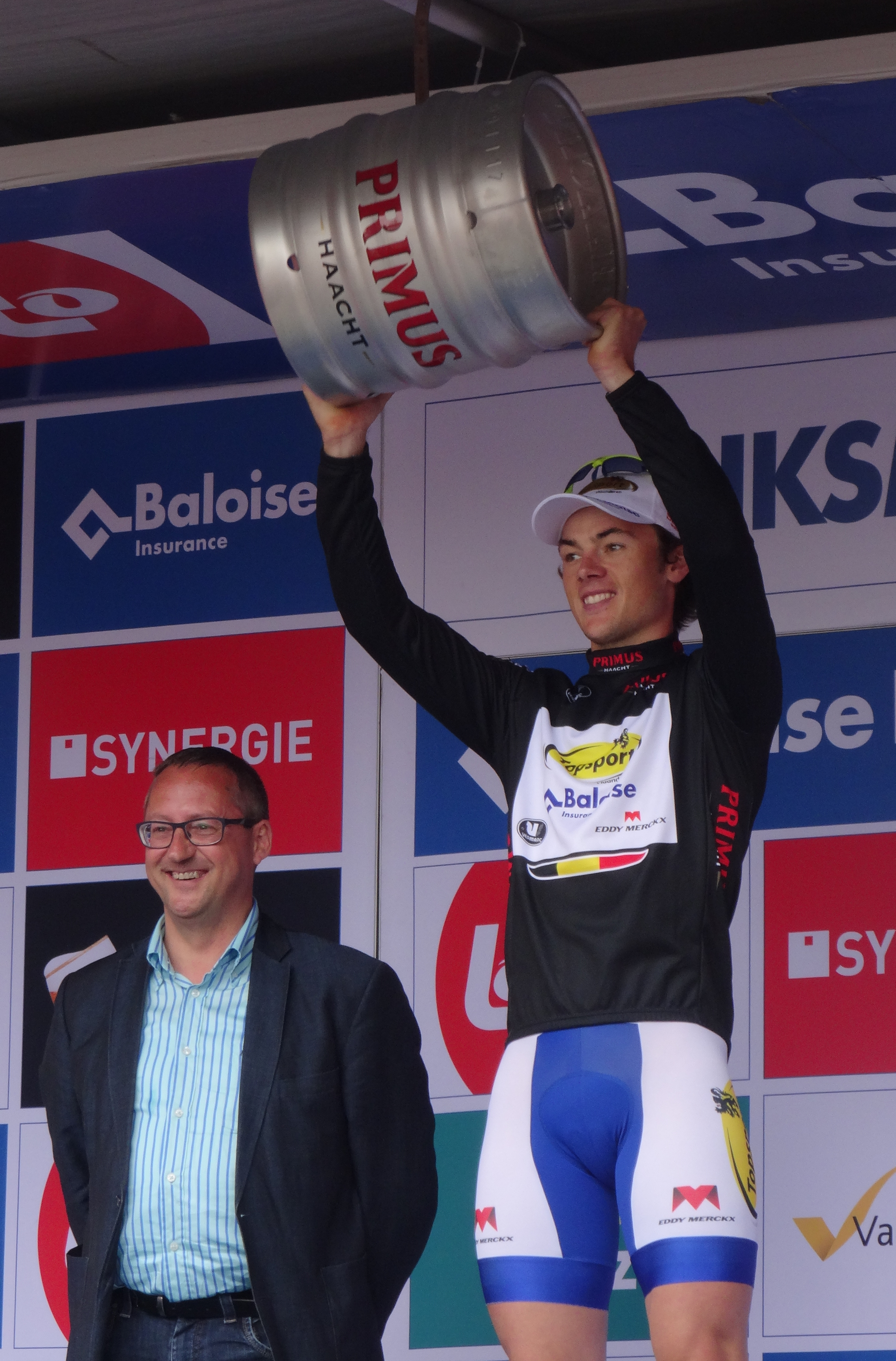
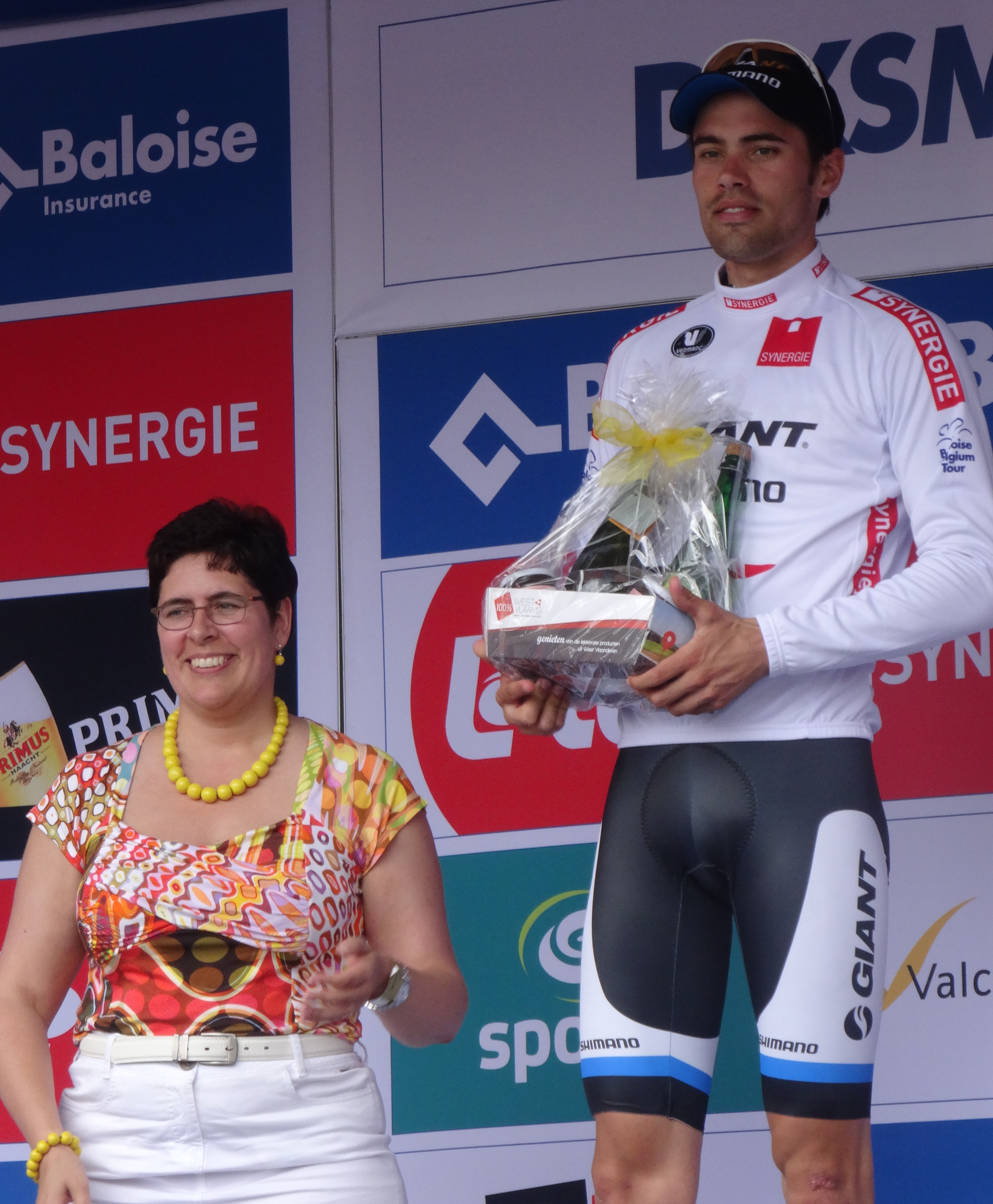

| Etapa | Data       | Recorregut                                      |                           | Km    | Vencedor d'etapa    | Líder de la general | Ref.  |
| ----- | ---------- | ----------------------------------------------- | ------------------------- | ----- | ------------------- | ------------------- | ----- |
| 1a    | 28 de maig | Lochristi - Buggenhout                          | Etapa plana               | 173,6 | Tom Boonen (BEL)    | Tom Boonen (BEL)    | [ 3 ] |
| 2a    | 29 de maig | Lierde - Knokke-Heist                           | Etapa plana               | 170,4 | Tom Boonen (BEL)    | Tom Boonen (BEL)    | [ 4 ] |
| 3a    | 30 de maig | Diksmuide - Diksmuide                           | contrarellotge individual | 16,8  | Tony Martin (GER)   | Tony Martin (GER)   | [ 5 ] |
| 4a    | 31 de maig | Llacs de l'Eau d'Heure - Llacs de l'Eau d'Heure | Etapa plana               | 177,7 | André Greipel (GER) | Tony Martin (GER)   | [ 6 ] |
| 5a    | 1 de maig  | Oreye - Oreye                                   | Etapa de mitja muntanya   | 178,7 | Paul Martens (GER)  | Tony Martin (GER)   | [ 7 ] |

## Classificació final
|    | Ciclista                | Equip                   | Temps       |
| -- | ----------------------- | ----------------------- | ----------- |
| 1  | Tony Martin (GER)       | Omega Pharma-Quick Step | 16h 31' 11" |
| 2  | Tom Dumoulin (NED)      | Giant-Shimano           | + 16"       |
| 3  | Sylvain Chavanel (FRA)  | IAM Cycling             | + 26"       |
| 4  | Philippe Gilbert (BEL)  | BMC Racing Team         | + 38"       |
| 5  | Matthias Brändle (AUT)  | IAM Cycling             | + 47"       |
| 6  | Cyril Lemoine (FRA)     | Cofidis                 | + 51"       |
| 7  | Artiom Ovetxkin (RUS)   | RusVelo                 | + 51"       |
| 8  | Jan Ghyselinck (BEL)    | Wanty-Groupe Gobert     | + 55"       |
| 9  | Niki Terpstra (NED)     | Omega Pharma-Quick Step | + 56"       |
| 10 | Greg Van Avermaet (BEL) | BMC Racing Team         | + 57"       |

## Evolució de les classificacions
| Etapa | Vencedor      | Classificació general Algemeen klassement | Classificació per punts Puntenklassement | Classificació de la combativitat Prijs van de strijdlust | Classificació dels joves Jongerenklassement | Classificació per equips Ploegenklassement |
| ----- | ------------- | ----------------------------------------- | ---------------------------------------- | -------------------------------------------------------- | ------------------------------------------- | ------------------------------------------ |
| 1a    | Tom Boonen    | Tom Boonen                                | Tom Boonen                               | Pieter Vanspeybrouck                                     | Jonas Ahlstrand                             | Omega Pharma-Quick Step                    |
| 2a    | Tom Boonen    | Tom Boonen                                | Tom Boonen                               | Yves Lampaert                                            | Jonas Ahlstrand                             | Omega Pharma-Quick Step                    |
| 3a    | Tony Martin   | Tony Martin                               | Tom Boonen                               | Yves Lampaert                                            | Tom Dumoulin                                | Omega Pharma-Quick Step                    |
| 4a    | André Greipel | Tony Martin                               | Philippe Gilbert                         | Yves Lampaert                                            | Tom Dumoulin                                | Omega Pharma-Quick Step                    |
| 5a    | Paul Martens  | Tony Martin                               | Philippe Gilbert                         | Yves Lampaert                                            | Tom Dumoulin                                | Omega Pharma-Quick Step                    |
| Final | Final         | Tony Martin                               | Philippe Gilbert                         | Yves Lampaert                                            | Tom Dumoulin                                | Omega Pharma-Quick Step                    |